# 锡西米尤特
锡西米尤特，前称荷尔斯泰因斯堡（丹麥語：Holsteinsborg），是格陵兰凯卡塔市镇的城镇及其行政中心，位于格陵兰岛西岸。该镇位于北极圈以北75公里，为格陵兰最北的不冻港。城镇人口数量为5,572人（2015年），以因纽特人为主，为格陵兰第2大城镇。4500年前，该地即有人居住。